# کارلینیوس پارابیا
کارلینیوس پارابیا (به پرتغالی: Carlos Pereira Berto Júnior) هافبک اهل برزیل است که در شهر Joao Pessoa و در تاریخ ۴ مارس ۱۹۸۳ به دنیا آمده‌است.
کارلینیوس پارابیا در تیم‌های فوتبال Nacional-PB سابقهٔ حضور دارد.